# Duby ve Farské ulici
Duby ve Farské ulici jsou dvojice dubů letních (Quercus robur), které rostou v nepříliš vábném místě u trafostanice na konci Farské ulice v Hostavicích. Ta tu přechází v cestu vedoucí do mnohem malebnějšího údolí Rokytky a Svépravického potoka, které leží mezi Hodějovskou ulicí v Kyjích a Geologickou zahradou u hřbitova v Dolních Počernicích. Celé území je součástí Přírodního parku Klánovice-Čihadla.

## Základní údaje
- rok vyhlášení: 2003
- odhadované stáří: zhruba 160 let (v roce 2019)
- obvod kmene: 360 cm a 315 cm (2001), 370 cm a 347 cm (2009), 383 cm a 358 cm (2013)
- výška: 16 m a 14 m (v roce 2001), 19 m a 25 m (2009)[2]
- výška koruny: 13 m a 11 m (2001), 16 m a 22 m (2009)
- šířka koruny: 22 m a 16 m (2001), 17 m a 12 m (2009)

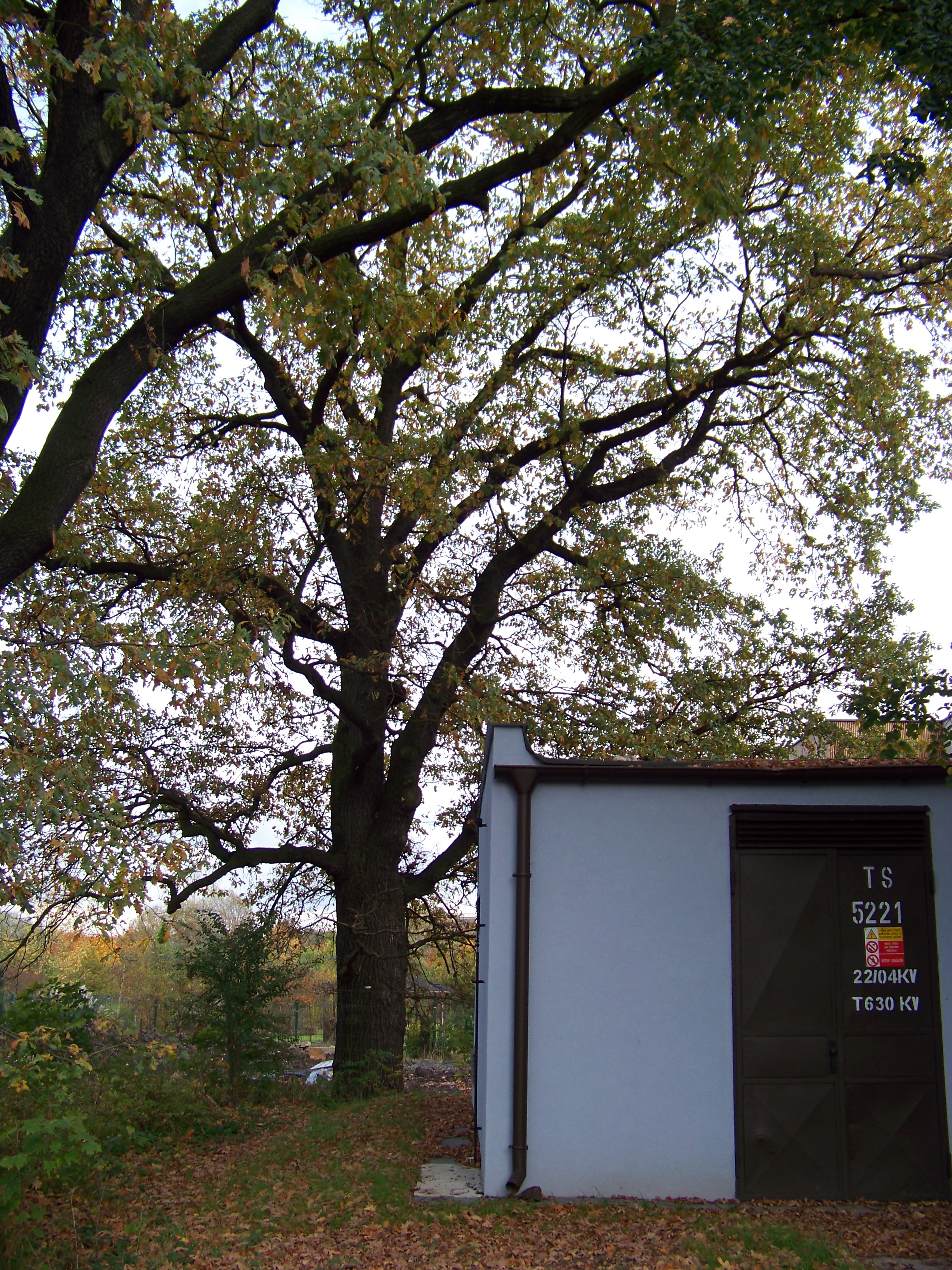
Dub vzdálenější od ulice

## Stav stromů
Stav obou stromů je velmi dobrý, po roce 2001 byl zřejmě proveden zdravotní řez, při kterém byla silně redukována šířka korun. Tvar stromů je odlišný, dub bližší k ulici má silnější kmen, ale dub dál od ulice je vyšší.

## Další zajímavosti
Trafostanice v těsné blízkosti dubů byla ve Farské ulici postavena dřív, než byly vyhlášeny jako památné. Název Farská ulice asi nemá nic společného s farou, ta v Hostavicích nikdy nebyla. Ulice se údajně jmenuje podle jihočeského rybníka – Farských rybníků je ale několik.
Asi 500 m odtud je v Hostavicích ještě jeden památný dub v ulici Vidlák, která je pojmenována podle bývalého rybníka. Dojdeme k němu buď Pilskou ulicí kolem hostavického zámku, nebo po cestě vedoucí podél Hostavického potoka. O 100 m dál je na jižním konci parčíku stanice autobusů pražské MHD „Hostavice“.  